# کوروسو سابورو
کوروسو سابورو (به ژاپنی: 来栖 三郎, Kurusu Saburō); ۶ مارس ۱۸۸۶ – ۷ آوریل ۱۹۵۴ دیپلمات اهل ژاپن بود. از وی بعنوان فرستاده‌ای یاد می‌شود که سعی در مذاکره با صلح و تفاهم با ایالات متحده داشت در حالی که دولت ژاپن تحت هدایت توجو هیدکی به‌طور مخفیانه حمله به پرل هاربر را آماده می‌کرد.
از فیلم‌ها یا برنامه‌های تلویزیونی که وی در آن نقش داشته‌است می‌توان به پیش‌درآمدی برای جنگ اشاره کرد.